# Pseudostrongyluris polychrus
Pseudostrongyluris polychrus ist eine Art der Spulwürmer und einziger Vertreter der Gattung Pseudostrongyluris. Es handelt sich um einen Darmparasiten bei Reptilien. Der Erstnachweis erfolgte bei einem Buntleguan in Venezuela, Nachweise gab es auch bei Buntleguanen in Trinidad und Tobago. 2007 wurde der Parasit bei einem Braunen Wasserpython im Gebiet des Adelaide Rivers in Australien gefunden.

## Merkmale
Der Parasit ähnelt den Vertretern der Gattung Strongyluris. Unterscheidungsmerkmal und Grund für die Einführung einer neuen Gattung sind die drei Reihen kutikularisierter Zähne im Pharynxkanal.